# Zygosporium geminatum
Zygosporium geminatum är en svampart som beskrevs av S. Hughes 1951. Zygosporium geminatum ingår i släktet Zygosporium, divisionen sporsäcksvampar och riket svampar.   Inga underarter finns listade i Catalogue of Life.